# Calzada el Provinciano
Calzada el Provinciano är en ort i Mexiko.   Den ligger i kommunen Villa Corzo och delstaten Chiapas, i den sydöstra delen av landet, 700 km sydost om huvudstaden Mexico City. Calzada el Provinciano ligger 763 meter över havet och antalet invånare är 128.
Terrängen runt Calzada el Provinciano är kuperad. Runt Calzada el Provinciano är det ganska glesbefolkat, med 24 invånare per kvadratkilometer. Närmaste större samhälle är San Pedro Buenavista, 19,6 km söder om Calzada el Provinciano. Omgivningarna runt Calzada el Provinciano är en mosaik av jordbruksmark och naturlig växtlighet.